# Procitheronia fenestra
Procitheronia fenestra är en fjärilsart som beskrevs av Rothschild 1907. Procitheronia fenestra ingår i släktet Procitheronia och familjen påfågelsspinnare. Inga underarter finns listade i Catalogue of Life.